# Megástenes
Megástenes (Megasthenes, en griego antiguo Μεγασθένης Megasthénes) (aprox. 350-290 a. C.) fue un viajero, geógrafo, diplomático, etnógrafo, explorador y escritor griego en el Período helenístico. De origen jonio, Megástenes fue enviado por el rey heleno Seleuco I en embajada ante el emperador mauryano Chandragupta. Megástenes ofreció la descripción más completa de la India conocida hasta entonces en el mundo griego en su libro Índica, del que no quedan copias, pero que ha sido reconstruido parcialmente a través de fragmentos literarios hallados en autores posteriores que citaron su obra. Megástenes fue la primera persona en el mundo occidental en dejar una descripción escrita de la India,que sirvió de fuente a los historiadores posteriores Diodoro, Estrabón, Plinio y Arriano.
La obra de Megástenes ha sido criticada por errores de detalle, así como una aceptación acrítica del folclore indio y una tendencia a idealizar la cultura india según los criterios de la filosofía griega.

## Biografía
Nació en Asia Menor (actual Turquía) y se convirtió en embajador de Seleuco I Nicátor de Siria en la corte de Sandrácoto (Chandragupta) en Pataliputra (actual Patna, en el centro-este de la India). Sin embargo, la fecha exacta de su embajada es incierta. Los estudiosos la sitúan antes del 288 a. C., que fue la fecha de la muerte de Chandragupta Mauria.
Arriano (86-175) explica que Megástenes vivió en Aracosia con el sátrapa Sibirtio, desde donde visitó la India: «Megástenes vivió con Sibirtio, sátrapa de Aracosia, y a menudo cuenta de su visita a Sandrácoto, el rey de los indios».
En cambio, se posee información más precisa sobre cuáles fueron las zonas de la India que visitó Megástenes. Entró en la India a través del distrito de Pentapotamia de los ríos, lo cual describió con sumo detalle (que se consideraban los cinco afluentes del Indo, que forman la región de Panyab), y utilizando el camino real se dirigió a Pataliputra.
Existen relatos que indican que Megástenes habría visitado Madurai (en aquella época una ciudad floreciente y capital del reino Pandia), pero no parece que haya visitado otras partes de la India. Sus relatos están contenidos en su libro Índica, una obra que sirvió como importante fuente de referencia para muchos escritores posteriores tales como Estrabón y Arriano. Describió el Himalaya y la isla de Taprobane (actual Sri Lanka), y calculó la longitud (16 000 estadios, o 2786 km) y la latitud (23 300 estadios, o 4057 km) de la India.
También contó sobre el sistema de castas de la India.